# Scaptomyza latifrons
Scaptomyza latifrons är en tvåvingeart som beskrevs av Malloch 1932. Scaptomyza latifrons ingår i släktet Scaptomyza och familjen daggflugor. Inga underarter finns listade i Catalogue of Life.